# Madeline Fontaine
Madeline Fontaine (geb. vor 1982) ist eine französische Kostümbildnerin.

## Leben
Die in Paris aufgewachsene Madeline Fontaine besuchte zunächst eine Kunstschule. Während der Dreharbeiten 1982 zu Jean Beckers Film Ein mörderischer Sommer in der Provence unterstützte sie die Kostümdesignerin Thérèse Ripaud beim Anfertigen von Kostümen und bei der Suche nach Geschäften mit altmodischer Kleidung. Durch diese Dreharbeiten lernte sie die kreativen Möglichkeiten eines Kostümbildners kennen und entschloss sich daraufhin, als Assistentin bei Kostümbildnerinnen wie Michèle Richer und Rosalie Varda, beim Film Le matelot 512 von René Allio, Sylvie Gautrelet bei Jean Florette von Claude Berri und Agnès Nègre in dem Film La neige et le feu von Claude Pinoteau zu arbeiten.
Erstmals allein verantwortlich als Kostümbildnerin war sie für die von Jean Paul Gaultier entworfenen Kostüme des Films Die Stadt der verlorenen Kinder von Jean-Pierre Jeunet und Marc Caro. Es folgten weitere Kooperationen mit Jeunet. Mit dem Film Die fabelhafte Welt der Amélie und ihrer ersten Nominierung für den César wurde sie 2002 erstmals einem breiteren Publikum bekannt. Für den nächsten gemeinsamen Film mit Jeunet, Mathilde – Eine große Liebe, erhielt sie 2005 den César für die besten Kostüme. Im Jahr 2009 erhielt sie für den Film Séraphine von Martin Provost ihren zweiten César, sechs weitere Male war sie nominiert.
Für die franko-kanadische Fernsehserie Versailles, die als das teuerste jemals in Europa realisierte Serienprojekt gilt, entwarf sie Kostüme aus dem 17. Jahrhundert.
Mit dem Film Jackie: Die First Lady von Pablo Larraín zeigte Madeline Fontaine ihre Präzision, Mode aus den 1960er Jahren nachzuahmen, einschließlich farblicher Anpassungen, um den Grauschattierungen der zeitgenössischen Fernsehbeiträge zu entsprechen, und gewann dafür 2016/17 den BAFTA Award, Circuit Community Award, Critics’ Choice Movie Award sowie den Satellite Award.
Nominiert wurde sie außerdem für den Seattle Film Critics Award, den Phoenix Film Critics Society Award, den Las Vegas Film Critics Society Award, den Costume Designers Guild Award sowie den Oscar für das Beste Kostümdesign.

## Filmografie
- 1983: Ein mörderischer Sommer (L’été meurtrier)
- 1984: Le matelot 512
- 1986: Jean Florette (Jean de Florette)
- 1986: Manons Rache (Manon des sources)
- 1991: La neige et le feu
- 1994: Prince of Jutland
- 1995: Die Stadt der verlorenen Kinder (La cité des enfants perdus)
- 1996: Un samedi sur la terre
- 1997: La cible
- 1997: Violetta la reine de la moto
- 1998: Que la lumière soit!
- 1999: Babel
- 1999: Kennedy et moi
- 2001: Die fabelhafte Welt der Amélie (Le Fabuleux Destin d'Amélie Poulain)
- 2002: 20, avenue Parmentier
- 2002: Un monde presque paisible
- 2003: Le ventre de Juliette
- 2003: Laisse tes mains sur mes hanches
- 2004: Mathilde – Eine große Liebe (Un long dimanche de fiançailles)
- 2005: Un fil à la patte
- 2008: Asterix bei den Olympischen Spielen (Astérix aux Jeux olympiques)
- 2008: Ca$h (Cash)
- 2008: Séraphine
- 2008: Train de nuit (Werbespot)
- 2009: Micmacs – Uns gehört Paris! (Micmacs à tire-larigot)
- 2011: Huhn mit Pflaumen (Poulet aux prunes)
- 2011: L’épervier (TV)
- 2012: Les Papas du dimanche
- 2012: Mes héros
- 2012: Déjà vu (Werbespot)
- 2012: Camille – Verliebt nochmal! (Camille redouble)
- 2013: Die Karte meiner Träume (L’extravagant voyage du jeune et prodigieux T.S. Spivet/The Young and Prodigious T.S. Spivet)
- 2013: Violette
- 2013: Yves Saint Laurent
- 2015: Versailles (Fernsehserie)
- 2016: Jackie: Die First Lady (Jackie)
- 2018: Nurejew – The White Crow (The White Crow)
- 2020: Die perfekte Ehefrau (La bonne épouse)
- 2021: The Cursed – Der Fluch der Bestie (The Cursed)